# Beth Moore
Beth Moore née Wanda Elizabeth Green est une évangéliste et auteure anglicane américaine, fondatrice de Living Proof Ministries.

## Biographie
Beth Moore naît le 16 juin 1957 à Green Bay, aux États-Unis et passe son enfance à Arkadelphia. Elle a étudié en sciences politiques à l'université d'État du Texas et a obtenu un Bachelor of Arts. En 1978, elle épouse Keith Moore.

### Ministère
À 18 ans, elle commence à enseigner à l’École du dimanche. Puis, elle rejoint la Première église baptiste de Houston, où elle enseigne à des groupes pour femmes. Dans les années 1990, elle débute l’animation de conférences pour les femmes dans diverses églises du pays. En 1994, elle fonde « Living Proof Ministries », un ministère d'étude de la Bible pour les femmes. Elle écrit également plusieurs livres, publiés par LifeWay, une maison d’édition de la Convention baptiste du Sud. En 2015, elle joue dans le film Les Pouvoirs de la prière. En 2021, elle annonce avoir quitté l’éditeur LifeWay et la Convention baptiste du Sud parce qu’elle ne s’identifiait plus avec son héritage, tout en conservant sa foi baptiste. Elle met en cause « l’aveuglement» des responsables de la Convention qui ont soutenu Donald Trump, ainsi que leur « racisme » et leur « misogynie » .
En 2021, elle a rejoint l'Église anglicane en Amérique du Nord, avec son mari.
En 2023, elle publie son autobiographie All My Knotted-Up Life dans laquelle elle révèle avoir grandi avec un père abusif et une mère luttant contre la maladie mentale. Elle décrit sa mère en ces termes : « j'ai été élevée par un oreiller enfumé la journée, et un briquet le soir » ; et son père d'une manière similaire : « Aucun bon père ne fait ce que mon père m'a fait ». Dans ce livre, elle révèle également les problèmes de maladie mentale de son mari, et les défis que cela génère dans un mariage. Elle révèle par la suite que son passage à l'Église anglicane d'Amérique du nord fut un soulagement où elle trouva des disciples équipés pour comprendre ces problèmes et les affronter sans peur de faire hérésie à l'institution du mariage.

## Critiques
En 2019, lors d’une conférence, lorsqu’on a demandé à John F. MacArthur de dire ce qu’il pensait de l’évangéliste Beth Moore, il a répondu : « Rentrez à la maison » . Il a appuyé son commentaire en disant que la Bible ne montrerait pas d’exemple de femme prédicatrice. Le Pasteur américain Wade Burleson a qualifié ce commentaire de misogyne, contraire à la Bible et au caractère de Jésus-Christ.

## Publications
- When Godly People Do Ungodly Things – book (2002),  (ISBN 978-0-8054-2465-2)
- Believing God – book (2004),  (ISBN 978-0-80543189-6)
- Who Will You Trust? – audio/video series (2007)
- Get Out Of That Pit – book (2007),  (ISBN 978-1-59145-552-3)
- Songs of Deliverance – CD (2006)
- Fully Alive: Audio/video series with Beth Moore, James and Betty Robison (2006)
- So Long Insecurity: You've Been a Bad Friend to Us – book (2010),  (ISBN 978-1-4143-3472-1)
- Get Out of That Pit: Straight Talk about God's Deliverance book (2017)  (ISBN 978-0-71809582-6)
- The Undoing of Saint Silvanus book (2017)  (ISBN 978-1-49641648-3)

### Études bibliques
- To Live is Christ: The Life & Ministry of Paul (1997),  (ISBN 978-0767334129)
- Living Beyond Yourself: Exploring the Fruit of the Spirit (1998),  (ISBN 978-0-767392754)
- Breaking Free (1999)
- Jesus: The One and Only (2002),  (ISBN 0-8054-2489-X)
- When Godly People Do Ungodly Things: Arming Yourself in the Age of Seduction (2002),  (ISBN 0-8054-2465-2)
- The Beloved Disciple: Following John to the Heart of Jesus (2003),  (ISBN 0-8054-2753-8)
- Believing God (2004),  (ISBN 0-8054-3189-6)
- The Patriarchs: Encountering the God of Abraham, Isaac, and Jacob (2005),  (ISBN 0-633-09906-6)
- Daniel: Lives of Integrity, words of prophecy (2006),  (ISBN 978-1-4158-2588-4)
- A Woman's Heart: God's Dwelling Place (2007)
- Stepping Up: Psalms of Ascent (2007),  (ISBN 978-1415857434)
- Esther: It's Tough Being a Woman (2008),  (ISBN 1-4158-5289-8)
- Here and Now – There and Then: A Lecture Series on Revelation (2009)
- David: Seeking a Heart Like His (2010),  (ISBN 978-1-4158-6948-2)
- James: Mercy Triumphs (2011),  (ISBN 978-1-4158-7171-3)
- Children of the Day: 1 & 2 Thessalonians (2014),  (ISBN 978-1-43002860-4)
- Living Free: Learning to Pray God's Word (2015),  (ISBN 978-1-43004330-0)
- Entrusted - Bible Study Book: A Study of 2 Timothy (2016),  (ISBN 978-1-430055006)
- The Quest: An Excursion Toward Intimacy with God (2017), (ISBN 978-1462766611)
- Delivered: Experiencing God's Power in Your Pain (2019)  (ISBN 978-1-40410924-7)